# ソルコクタニ・ベキ

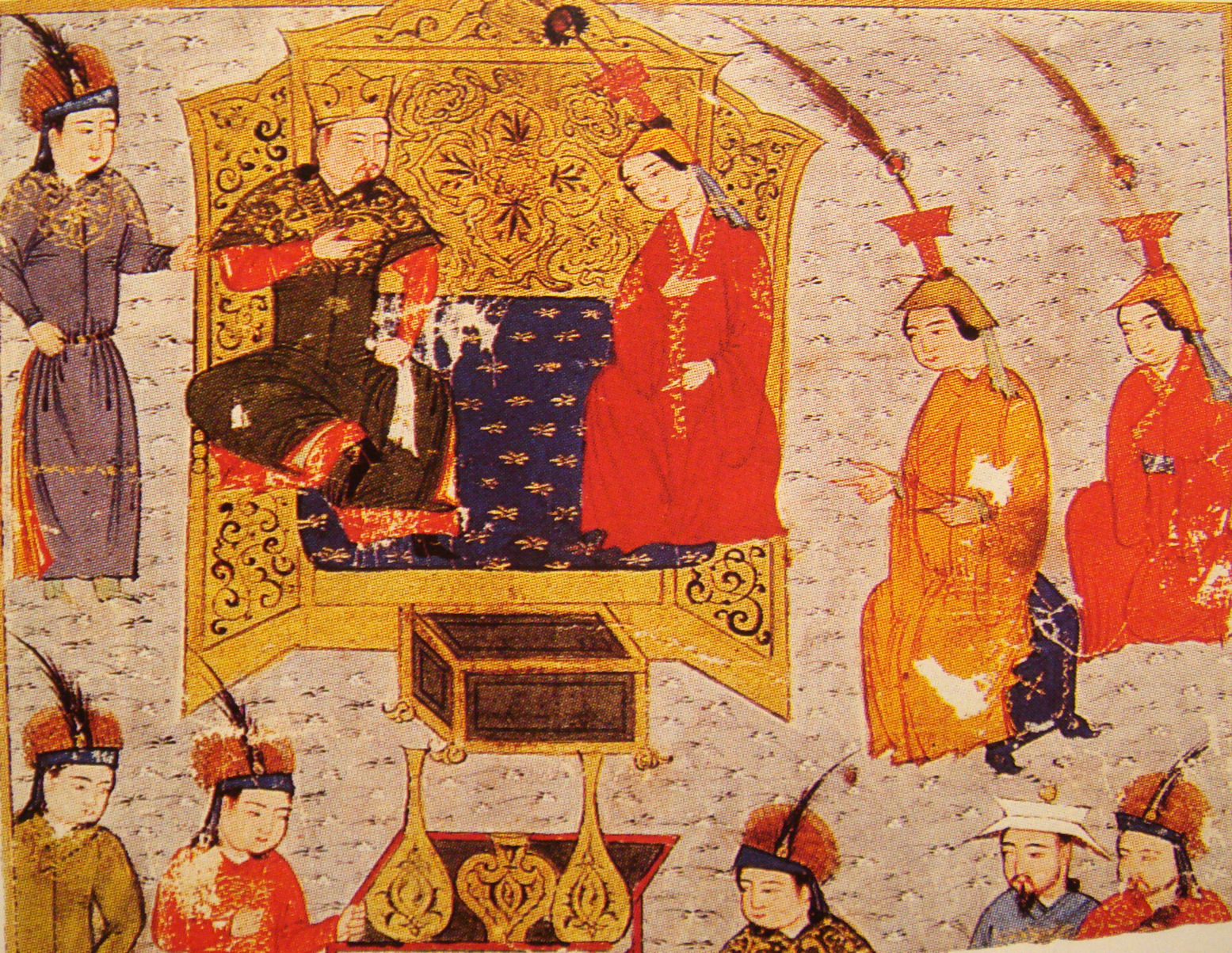
玉座のトルイとその家族。トルイの左手に座る婦人が正妃ソルコクタニ・ベキか（『集史』パリ本）

ソルコクタニ・ベキ（モンゴル語:ᠰᠣᠷᠬᠠᠭᠲᠠᠨᠢ
 ᠪᠡᠬᠢ 転写: sölköktani beki、ペルシア語: سرقویتی بیگی 転写: srquyti bigi、中: 唆魯禾帖尼、キリル文字転写: Сорхагтани、1190年? - 1252年3月1日）は、チンギス・カンの四男のトルイの正妃。『世界征服者史』では سرقويتى بيكى Surqūytī Bīkī、『集史』トルイ・ハン紀などでは  سيورقوقتينى بيكى Suyūrqūqtīnī Bīkī、سورققتيى بيكى Sūrqaqtanī Bīkī など。『元朝秘史』（巻7・186段）では莎児合黒塔尼 別乞、『元史』后妃表では唆魯禾帖尼妃子と表記される。ソルカクタニ・ベキ（Sorqaqtani Beki）とも片仮名表記される。至元3年（1266年）にクビライによって荘聖皇后と追諡された。ケレイトの出身。キリスト教徒。

## 血縁関係
ケレイト部族の王であったオン・カン（トグリル）の実弟のジャカ・ガンボ（ケレイテイ）の三女。長姉がチンギス・カンの妃になっているため、チンギス・カンの義妹にもあたる。チンギス・カンの四男のトルイの正妃となった。トルイとの間に、モンゴル帝国の第4代モンゴル皇帝となった長男のモンケ、第5代皇帝で元朝の創始者となった四男のクビライ、イルハン朝の創始者となった五男のフレグ、クビライと争いカアン位を追われた六男のアリクブケを出産している。

## 生涯
父のジャカ・ガンボは実兄のオン・カンやその嫡子のイルカ・セングンとは不仲で、チンギス・カンと仲が良かったという。そのため、1204年に兄と甥がチンギス・カンに敗れて死去しても、娘をチンギス・カンやその子のジョチやトルイに嫁がせるなどして厚遇を手にしている。
ソルコクタニ・ベキはトルイと仲が良く、この間に4人の男児に恵まれている。1232年に夫が急死すると、長男のモンケにトルイ家を継がせ、自らはその後見役のような立場となった。1241年に第2代モンゴル皇帝オゴデイが死去して次代の皇帝位をめぐる争いが起こると、オゴデイの長男のグユクが生母のドレゲネの強い支持を受けて1246年に第3代のモンゴル皇帝として即位する。しかしジョチ家の当主のバトゥやモンケとその母であるソルコクタニ・ベキらはこの即位に不満を持ち、ソルコクタニ・ベキはバトゥと密かに連絡を取り合って密約を交わしたりしたという。1248年4月にグユクは急死を遂げているが、ビシュバリク方面にグユクが遠征しているのを警戒するようにとバトゥに知らせ、それを受け取ったバトゥがグユクを暗殺したという説もある。
グユクの死後、ソルコクタニ・ベキはバトゥと協力してオゴデイ家の政権を否定して自らの長男のモンケを擁立し、1251年までに第4代のモンゴル皇帝として即位させた。間もなく病に倒れ、1252年からモンケ・クビライ・フレグらによる遠征が始まる中で死去し、ネストリウス派キリスト教徒だったため、甘州の教会に安置された。
夫が早世した後、その間に生まれた若年の息子たちを育て上げてトルイ家を盛り立て、その息子たちがいずれも王朝の王となったことから、彼女を「賢夫人」と評価する声もある。『集史』トルイ・ハン紀ではソルコクタニを「王国の4つの支柱として立ったチンギス・カンの4人の息子のような、彼（トルイ）の尊厳ある4人の息子の母」と称している。